# Bellevue (Michigan)
Bellevue è un villaggio degli Stati Uniti d'America, situato nello Stato del Michigan, nella contea di Eaton.